# Pedicularis lecomtei
Pedicularis lecomtei är en snyltrotsväxtart som beskrevs av Bonati. Pedicularis lecomtei ingår i släktet spiror, och familjen snyltrotsväxter. Inga underarter finns listade i Catalogue of Life.